# 圣方济各广场 (洛桑)
圣方济各广场（Place Saint-François）是瑞士沃州洛桑市中心的一个广场。10多条公交线路在此交汇。

## 建筑
广场的中央是圣方济各堂，广场周围亦有不少重要建筑，包括沃州银行、洛桑邮政总局和圣方济各商场。 